# ويل بورغن
ويل بورغن (بالإنجليزية: Will Borgen)‏ هو لاعب هوكي جليد أمريكي، ولد في 19 ديسمبر 1996 في مورهد في الولايات المتحدة.

## وصلات خارجية
- ويل بورغن على موقع دوري الهوكي الوطني (الإنجليزية)
- ويل بورغن على موقع EliteProspects.com (الإنجليزية)
- ويل بورغن على موقع HockeyDB.com (الإنجليزية)
- ويل بورغن على موقع Hockey-Reference.com (الإنجليزية)
- ويل بورغن على موقع أوليمبيديا (الإنجليزية)